# Afula
Afula (tiếng Hebrew: עֲפוּלָה; tiếng Ả Rập: العفولة, al-ʻAfūlaḧ) là một thành phố ở các quận phía Bắc của Israel, thường được gọi là "Thủ phủ của Thung lũng", ám chỉ đến thung lũng Jezreel. Thành phố có dân số 40.500 vào cuối năm 2009. 
Thành phố tọa lạc trong khu vực Galilee thấp hơn, Afula nằm ở khoảng nửa đường giữa Jenin và Nazareth. Nó nằm trên khu vực làng Do Thái của Ofel, là quê hương của nhân vật Kinh thánh Gideon. Nó được đề cập trong các sách của các vị vua (2 vua 5, 24) trong liên hệ với Elisha và đệ tử của Ê-li, những người sống ở vùng lân cận.